# 物理化学

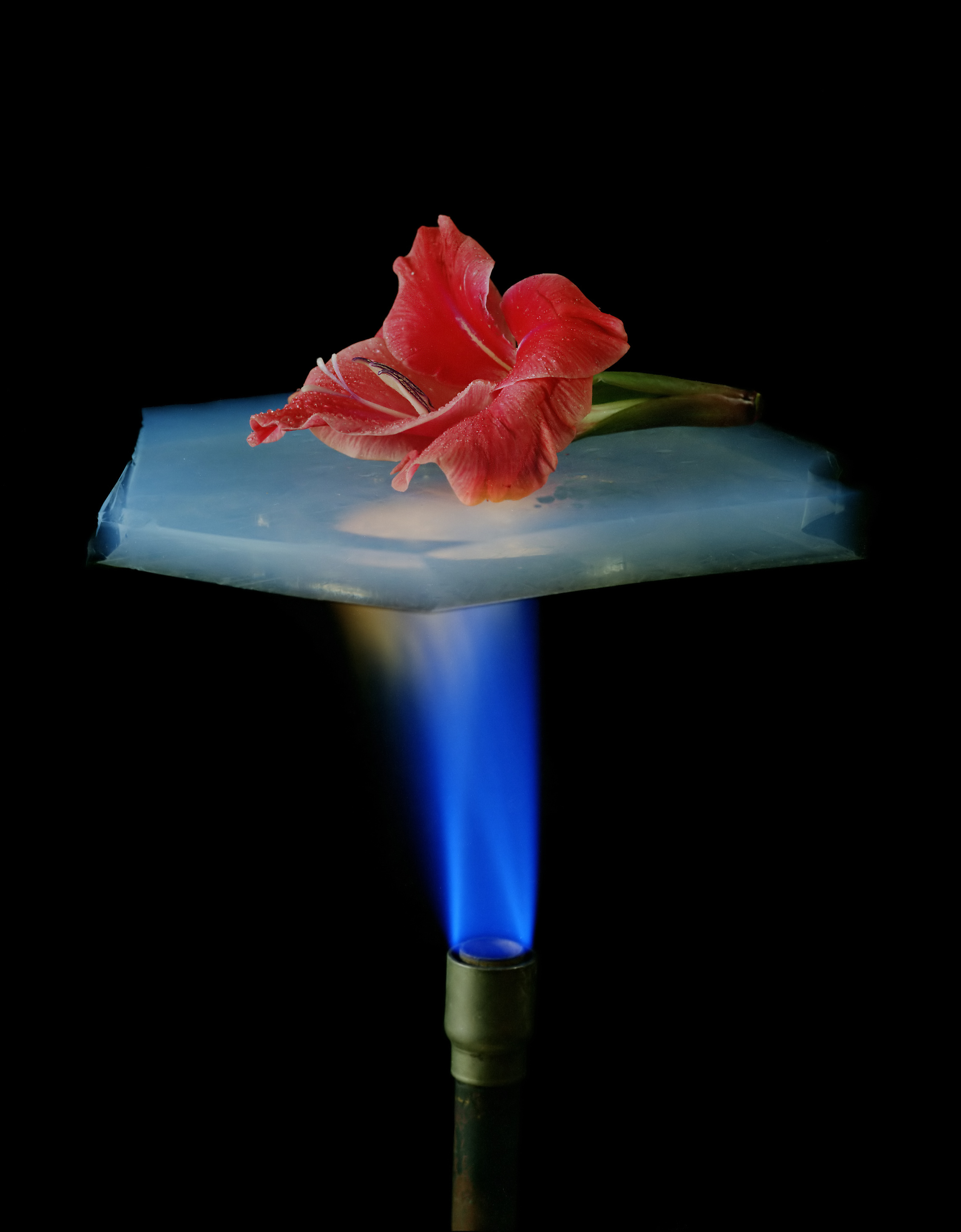
火焰和花朵之間是擁有強大的隔熱功能的氣凝膠，其合成得到了物理化學的極大幫助。

物理化學（英語：Physical chemistry），簡稱物化，是一門從物理學角度分析物質體系化學行為的原理、規律和方法的學科，可謂近代化學的原理根基。物理化學家關注於分子如何形成結構、動態變化、分子光譜原理、平衡態等根本問題，涉及的物理學有靜力學、動力學、量子力學、統計力學等。大體而言，物理化學為化學諸分支中，最講求數值精確和理論解釋的學科。化學物理學和物理化學都是物理學和化學的交叉學科，但二者还是有細微區别的。化學物理學主要是研究化學過程的特征現象和物理理論，而物理化學主要研究化學的物理本質，主要借助原子與分子物理學和凝聚態物理學中的理論方法和實驗技術，研究物理化學現象的學科。
以下都在物理化學要研究的範圍之中：
1. 影響物體物理性質（包括塑性變形、強度及液體中的表面張力）的分子間作用力。
2. 有關反應速率的化學動力學。
3. 材料的導電性。
4. 细胞膜的表面化學及電化學[1]。
5. 物體之間熱及功交換，稱為熱力學。
6. 化學系統和環境之間，在相變或化學反應中產生的熱交換，稱為熱化學。
7. 溶液中依數性的研究。
8. 配合相律判斷相數、成份數及自由度。
9. 電化電池的反應。

## 關鍵概念
物理化學的關鍵概念是純物理學應用於化學問題的方式。
經典化學的關鍵概念之一是，所有化合物都可以描述為一群彼此鍵結的原子，而化學反應可以描述為化學鍵的生成及斷裂。 根據原子的描述及其鍵結方式預測化合物的性質是物理化學的主要目標之一。 為了精確地描述原子和鍵，有必要知道原子核的位置以及電子在原子核周圍的分佈。

## 學科
物理化学是以純物理來處理化學的問題。物理化学的主要研究内容有三个方面：
- 化学体系的宏观平衡性质：以热力学的三个基本定律为理论基础来研究宏观化学体系在气态、液态、固态、溶解态以及高分散状态的平衡物理化学性质及其规律性。属于这方面的分支学科有化学热力学、溶液、胶体和表面化学。
- 化学体系的微观结构和性质：以量子理论为理论基础，研究原子和分子的结构，物体的体相中原子和分子的空间结构、表面相的结构，以及结构与物性的规律性。属于这方面的分支学科有结构化学和量子化学。
- 化学体系的动态性质：研究体系中发生的化学变化过程的速率和变化机理。属于这方面的分支学科有化学动力学、催化、光化学和电化学。

量子化學是物理化學的一個分支，主要是將量子力學應用在化學問題上，有一些工具可以確認鍵結的強度及化學鍵的形狀、原子移動的方式、及化合物的吸收光譜或發射光譜。光譜學是物理化學中的一個子學科，關注物質和電磁輻射之間的交互作用。
化學中另一個重要的問題是哪些反應會自然發生，特定化合物混合後會有什麼特質？化學熱力學就是研究此方面的概念，可以回答一個反應可以以多快的速率進行、內燃機中有多少能量可以轉換為功、並且可以找到像熱膨脹係數等物理量和某一壓力下氣體或液體熵變化率之間的關係。化學熱力學常用來判斷一個反應器或是引擎設計是否可行，或是確認一組實驗數值的正確性。某些情形下，準靜態過程及非平衡態熱力學也可以描述不可逆反應，不過古典熱力學主要關注平衡且可逆的系統，而不關注一個遠離平衡點的系統以及其離開平衡的速度。
會發生哪些反應以及其反應速率是化學動力學的主題。化學動力學的一個主要概念是在反應物反應到形成生成物之間，大部份的化學反應會先變成过渡态，过渡态的能量比反應物或生成物都高，反應的速率因此受限。一般而言，过渡态的能量越高，反應速率越慢，化學動力學的另一個主要概念是大部份化學反應都是由一連串的基本反應組成，每一個基本反應都有其过渡态。化學動力學的關鍵問題是反應速率和溫度、反應物濃度及使用的催化劑之間的關係，以及可以如何調整催化劑及反應條件以達到最佳的反應速率。
化學反應的速率只和反應物濃度、催化物及溫度有關，不需要知道混合物中所有粒子的位置及速率，這是統計力學中的一個特例。統計力學是物理化學中的一個主題，是描述一個有相當大數量（數量級可能會到阿伏伽德罗常数6 x 1023）粒子的系統可以用像壓力、溫度及濃度幾個參數來描述，這是物理化學和物理重疊的部份。統計力學也提供方式可以用分子的性質來預測人們日常生活看到的許多性質，而不用參考以化學相似性為基礎的實驗關係。

## 历史

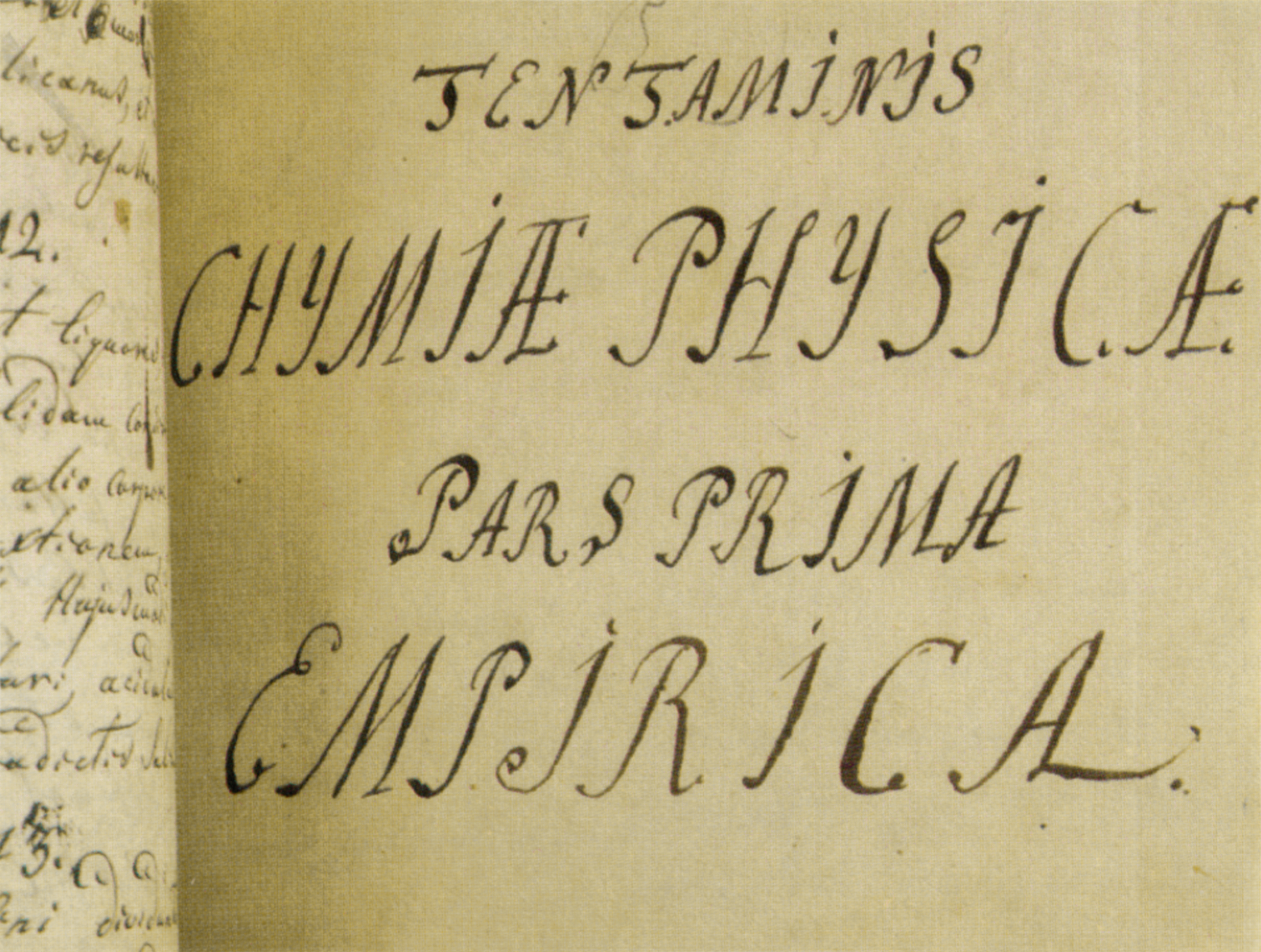
罗蒙索诺夫的手稿「物理化學」片段（1752 年）

在1752年，「物理化学」这个概念被俄国科学家罗蒙索诺夫在圣彼得堡大学的一堂课程（A Course in True Physical Chemistry）上首次提出。在講座的序言中他提出了物理化学的定義：「物理化学是要解釋在化學反應的許多機制其實際內涵的化學。」
19世纪后期关于化学热力学，溶液的电离学说，化学动力学等方面的研究，奠定了物理化学这一学科形成和发展的基础。物理化学史上的一个里程碑事件，是1876年美国化学家约西亚·吉布斯发表的《论非均相物体的平衡》一文，其中提出了吉布斯能，化学势等物理化学中的基本概念，并阐明了化学平衡、相平衡、表面吸附等现象的本质。
第一本物理化学方面的学术杂志是1887年由德国科学家威廉·奥斯特瓦尔德和荷兰科学家雅各布斯·亨里克斯·范托夫合办的德文期刊《国际物理化学与化学物理研究》（德语：Zeitschrift für Physikalische Chemie）。奥斯特瓦尔德和范托夫，以及瑞典化学家阿伦尼乌斯是十九世纪末二十世纪初物理化学界的领军人物。三人在1901-1909年间均获得了诺贝尔化学奖。
在之后的几十年里，物理化学的发展主要有统计力学的应用和欧文·朗缪尔对胶体及表面化学的研究。另一个重要的发展，是20世纪30年代随着量子力学的发展而出现的量子化学、莱纳斯·鲍林在这个领域做出了突出的贡献。与此同时，实验技术也在大踏步的前进，各种光谱技术的应用，如红外波谱、微波波谱、电子自旋共振波谱、和核磁共振波谱可能是20世纪最重要的一些科技成果。
物理化学进一步的发展可能归功于在二战爆发前和二战期间核化学领域的一些新发现，特别是在同位素分离方面，还有最近在天体化学上的发现，以及对化合物理化性质的计算算法的发展（基本上包含了所有的理化性质，如：沸点、临界点、表面张力及蒸气压等20多种特性的值都可以从化学结构式计算出来，就算该分子仍然没有被合成出来）在这个领域，体现出了现代物理化学在实际应用中的重要性。

## 期刊
以下是一些以物理化学為主的期刊：
- 《國際物理化學與化學物理研究》（1887）
- 《物理化学期刊A》（1896年的名稱為《物理化学期刊》，1997年才改名）
- 《物理化學化學物理》（從1999年起，前身是 Faraday Transactions，日期可以回溯1905年）
- 《高分子化学与物理（英语：Macromolecular Chemistry and Physics）》（1947）
- 《物理化学的年度回顾（英语：Annual Review of Physical Chemistry）》（1950）
- 《分子物理期刊（英语：Molecular Physics (journal)）》（1957）
- 《物理有機化學期刊（英语：Journal of Physical Organic Chemistry）》（1988）
- 《物理化学期刊B》（1997）
- 《ChemPhysChem（英语：ChemPhysChem）》（2000）
- 《物理化学期刊C》（2007）
- 《物理化学快报（英语：Journal of Physical Chemistry Letters）》（2010年）

包括物理及化學的歷史期刊有《Annales de chimie et de physique
》（1789年開始，在1815至1914年以此名稱發行）

## 物理化學家
- 约西亚·吉布斯：他奠定了化学热力学的基础，提出了吉布斯能与吉布斯相律。

获诺贝尔化学奖的物理化學家
- 萊納斯·鮑林：因在化學鍵方面的工作获1954年諾貝爾化學獎。
- 威廉·奥斯特瓦尔德：因其在催化剂的作用、化学平衡、化学反应速率方面的研究的突出贡献，获1909年诺贝尔化学奖[14]。
- 拉斯·昂萨格：因发现非平衡态热力学的一般关系，提出了倒易关系而获1968年诺贝尔化学奖。
- 雅各布斯·亨里克斯·范托夫：由於「發現了溶液中的化學動力學法則和滲透壓規律以及對立體化學和化學平衡理論作出的貢獻」，于1901年成為第一位諾貝爾化學獎獲得者。
- 彼得·德拜：1936年诺贝尔化学奖获得者。
- 斯凡特·奥古斯特·阿伦尼乌斯：研究了温度对化学反应速率的影响，得出阿伦尼乌斯方程。因在物理化学方面的杰出贡献，获1903年诺贝尔化学奖。

## 分支和相關學科
當代物理化學包涵數個延伸學門：
- 光化學
- 熱化學
- 電化學
- 磁化學
- 生物化學
- 化學靜力學
- 化學動力學
- 表面化學
- 材料科學
- 量子化學
- 固體化學
- 物理有機化學
- 光譜學
- 雷射化學
- 奈米技術
- 理論化學
- 計算化學

## 外部連結
- Physical Chemistry  (Keith J. Laidler, John H. Meiser and Bryan C. Sanctuary)
- The World of Physical Chemistry （页面存档备份，存于） (Keith J. Laidler, 1993)
- Physical Chemistry from Ostwald to Pauling （页面存档备份，存于） (John W. Servos, 1996)
- 100 Years of Physical Chemistry （页面存档备份，存于） (Royal Society of Chemistry, 2004)
- Physical Chemistry: neither Fish nor Fowl? （页面存档备份，存于） (Joachim Schummer, The Autonomy of Chemistry, Würzburg, Königshausen & Neumann, 1998, pp. 135–148)
- Cathedrals of Science （页面存档备份，存于） (Patrick Coffey, 2008)
- The Cambridge History of Science: The modern physical and mathematical sciences （页面存档备份，存于） (Mary Jo Nye, 2003)